# Listă de localități din raionul Dubăsari
https://dubasari.md/pagins/pasaport
Această listă conține satele din raionul Dubăsari, aflate în jurisdicția Republicii Moldova.
| Denumire      | oraș / centru de comună / sat |
| ------------- | --- |
| Cocieri       | centru de comună, |
| Corjova       | centru de comună |
| Coșnița       | centru de comună. La ziua de azi, temporar, centrul de reședință oficial a Consiliului Raional Dubăsari (Дубоссарский Районный Совет) este stabilit în satul Coșnița. |
| Doroțcaia     | sat (comună) |
| Holercani     | sat (comună) |
| Mahala        | sat în comuna Corjova |
| Mărcăuți      | sat (comună) |
| Molovata      | sat (comună) |
| Molovata Nouă | centru de comună |
| Oxentea       | sat (comună) |
| Pîrîta        | sat (comună) |
| Pohrebea      | sat în comuna Coșnița |
| Roghi         | sat în comuna Molovata Nouă |
| Ustia         | sat (comună) |
| Vasilievca    | sat în comuna Cocieri |

Următoarea listă conține satele și orașele din raionul Dubăsari, aflate în jurisdicția auto-proclamatei Republici Moldovenești Nistrene.
| Denumire            | oraș / centru de comună / sat |
| ------------------- | ----------------------------- |
| Comisarovca Nouă    | centru de comună              |
| Crasnîi Vinogradari | centru de comună              |
| Doibani I           | centru de comună              |
| Dubăsari            | oraș, reședința raionului     |
| Dubău               | centru de comună              |
| Dzerjinscoe         | centru de comună              |
| Goian               | centru de comună              |
| Harmațca            | centru de comună              |
| Lunga               | centru de comună              |
| Țîbuleuca           | centru de comună              |